# De tamme tumi
De tamme tumi is het honderdnegenenvijftigste stripverhaal uit de reeks van Suske en Wiske. Het is geschreven en deels getekend door Paul Geerts. Het inkten werd hier gedaan door Eugeen Goossens. 
Het verhaal werd gepubliceerd in TV Ekspres van 17 oktober 1983 tot en met 29 oktober 1984. De eerste albumuitgave in de Vierkleurenreeks was in september 1984, als nummer 199.

## Locaties
- België, ziekenhuis, huis tante Sidonia, nieuw huis tante Sidonia, laboratorium van professor Barabas, Peru Lima, Plaza de Armas (het hoofdplein van Lima) met een beeld van Francisco Pizarro, de kandelaber, Nazcalijnen, Ica, rio Urubamba en Machu Picchu, de Centrale Andes, de ruïnes van het oude incafort in Sacsayhuamán

## Personages
- Suske, Wiske met Schanulleke, tante Sidonia, Lambik, Jerom, professor Barabas, señor Homspitter (vorige eigenaar huis tante Sidonia), Choucroetamac en zijn handlangers, Peruanen

## Uitvindingen
- Klankentapper

## Het verhaal
Tante Sidonia wint een prijs in de loterij. Ze koopt een nieuw huis en Jerom en Lambik helpen mee dit op te knappen. De vorige eigenaar van het huis was een eenzame oude man, die vlak na de verkoop is overleden. Suske en Wiske vinden in de kelder een klok voor het dakruitertje op het huis. Het lijkt een voorwerp uit de Inca-cultuur en ’s nachts ontdekken Suske en Wiske een man op het dak. De man vertelt dat hij dokter Choucroetamac uit Lima is, en nu voor een stage in Europa is. Senor Homspitter overleed in zijn kliniek, de archeoloog werkte in Peru en had het over een bijzondere klok. De klok betekent gevaar. De dokter heeft het over de vijver achter het huis, maar raakt dan bewusteloos. De vrienden bellen een ambulance en de vrienden duiken in de vijver achter het huis. Ze vinden een geheime gang en komen in een kamer vol valstrikken en worden door gas bedwelmd. Lambik gaat naar het huis en ziet groene luchtbellen uit de vijver komen, hij kan zijn vrienden redden en ze vinden een gouden incabeeld zoals een afbeelding op de klok. In een koker zit een stuk textiel en de vrienden gaan naar professor Barabas om het te laten onderzoeken. Hij zegt dat het een afbeelding van een tumi, een ritueel mes, is wat voor schedeloperaties werd gebruikt. Hij maakt een foto van het doek en de vrienden krijgen het origineel mee terug. De vrienden gaan naar het ziekenhuis, maar worden dan met een pistool bedreigd en de man gaat er met het textiel vandoor. De vrienden gaan naar professor Barabas, die vertelt dat de vogel verwijst naar de beroemde lijnen van Nazca in de woestijn bij Peru. De drie stenen en het doodshoofd kan hij niet verklaren en de professor vraagt of zijn vrienden op onderzoek willen gaan. Als de vrienden thuiskomen verjagen ze drie mannen uit hun huis. De tumi staat midden in het huis en de vrienden vragen zich af waarom de mannen het niet hebben gezien. Dan wordt Lambik geraakt door een rubberpijl met een waarschuwend briefje: "Als het geheim van de drie tumi’s wordt ontsluierd zal een grote ramp Peru treffen, doe alles om dat te voorkomen, getekend Onu Ogima". Een gemaskerde man kan ontkomen. De vrienden gebruiken de klankentapper om het incabeeld te ondervragen, maar horen alleen dat er een groot gevaar dreigt.
De vrienden vliegen naar Peru. Daar zien ze de Plaza de Armas, het hoofdplein van Lima met een beeld van Francisco Pizarro, ze stappen in een taxi maar worden meegenomen naar de mannen van Choecroutamac. De tumi wordt gestolen en de vrienden zien de gemaskerde binnen komen, hij maakt alleen de bewusteloze Wiske vrij en gaat weg. De vrienden hebben de foto nog en huren een helikopter, ze zien de kandelaber en de auto van de boeven. De helikopter wordt beschoten, maar Lambik kan op de auto landen en ze komen in de auto terecht. De helikopter met de boeven komt in een ravijn terecht en de vrienden rijden naar Nazca. Ze vinden de vogel met de slangenkop en zetten de tumi op een stapel stenen als de zon op komt, een zonnestraal schiet uit het kristal en komt op de bek van de vogel terecht. De lichtvlek beweegt langzaam en Wiske graaft in het zand, ze vindt nog een tumi met een koker. Op het textiel staat een groter doodshoofd en ze plaatsen de tweede tumi, de lichtstraal wordt afgebogen. Suske heeft een boek en leest dat de bek van de vogel in het zand is gericht op het punt waar op 24 juni de zon op komt, op die dag wordt er het Inti Raymi-feest gevierd in Cuzco. Lambik pakt een kaart en ziet een rivier en een berg met een stad met een eigenaardige steen, Suske roept dat dit de rio Urubamba en Machu Picchu moeten zijn. De vrienden komen de boeven weer tegen en tante Sidonia wordt gekidnapt, ze dwingen de anderen voorop te rijden. De achtervolgers verongelukken door overstekende lama’s en de dorpelingen vallen hen aan. Suske en Wiske bevrijden tante Sidonia en ze kunnen ontkomen met hun auto, tante Sidonia heeft de sleutel van de wagen van de boeven meegenomen. De vrienden overnachten in een dorpje en Lambik ontdekt wat anticrucho is. Als Wiske wakker wordt vindt ze tante Sidonia vastgebonden aan een paal, de tumi’s zijn gestolen en de vrienden achtervolgen de bende. De remmen zijn gesaboteerd en de auto komt in een rivier terecht, de vrienden kunnen aan de wal komen en zien dan de vermomde man opnieuw. De vermomde man maakt een touwbrug en de vrienden geraken aan de overkant, maar de man is dan nergens meer te zien. Lambik vindt een spoorlijn en de vrienden krijgen een karretje van een lokale bewoner, ze gaan via de spoorlijn richting Machu Picchu maar de bende kan rotsen op het wagentje gooien. De bende komt eerder aan in Machu Picchu en overnachten bij de offersteen, de volgende ochtend plaatsen ze de tumi’s en een lichtstraal schijnt op de bergplaats van de derde tumi. De tumi’s worden op een lijn gezet en de lichtstraal schijnt aan de voet van een berg bij een spierwitte boomstam, vlak bij het begin van een oud incapad.
Suske en Wiske staan naast een spierwitte boom als ze worden aangevallen door de bende. Wiske valt in de rivier en komt in een spelonk terecht. Ze komt in een ruimte met een gigantische slang. Lambik kan de bende verslaan en de vrienden gaan op zoek naar Wiske. Suske vindt een enorme poort en dan verschijnt de gemaskerde man, de bende verschijnt ook en schiet hem neer. Ze openen de deuren en gaan naar binnen, tante Sidonia doet het masker af en Choucroetamac herkent Homspitter. Homspitter vertelt dat hij alleen in het oerwoud is achtergelaten, zijn helper dacht dat er een schat achter de deur verborgen was. Homspitter vertelt dat de grootste verschrikking aller tijden zal gebeuren en de bende ziet Wiske in de grot. Dan verschijnt de enorme slang en de mannen vluchten weg, Suske en Lambik redden Wiske maar de slang kan uit de grot ontsnappen ondanks de gesloten deur. Het leger arriveert en valt de slang aan, een seismograaf heeft aardschokken ontdekt die in dit gebied werden veroorzaakt. De vrienden kunnen in een pantserwagen ontkomen aan de slang en de luchtmacht wordt ingeschakeld. De piloten willen niet vliegen, door hun bijgeloof denken ze dat dit monster met bovennatuurlijke krachten alles kan verlammen met haar adem. Lambik biedt aan te vliegen als hij hoort dat enkele dorpen zijn verwoest en Cuzco bedreigd wordt. Lambik kan de slang verslaan en het dier wordt door een steenlawine bedolven. Homspitter vertelt dat hij de tocht enkele jaren daarvoor al alleen had gemaakt, hij wist wat voor verschrikking lag te wachten. Bij opgravingen in de Centrale Andes vond hij het graf van een Hogepriester met veel rijkdom, waarna hij de tumi verborg onder zijn huis. Choucroetamac vond zijn dagboek, alleen het bestaan van de slang was niet vermeld, en liet zijn baas in het oerwoud achter. Lambik wordt als held verwelkomd en de president nodigt de vrienden uit op het Inti-Raymi-feest. De grote Inca verwelkomt Lambik bij de ruïnes van het oude incafort in Sacsayhuamán, het blijkt Jerom te zijn. Hij heeft alles gevolgd via de teletijdmachine en wilde Lambik persoonlijk feliciteren voor zijn knappe overwinning op de slang, dit mocht als grote uitzondering van de echte Inca. De vrienden vliegen hierna gezamenlijk naar huis.

## Achtergronden bij het verhaal
- Machu Picchu en Sacsayhuamán staan op de Werelderfgoedlijst van UNESCO.
- Het verhaal is ook in het Engels uitgeven in de Spike & Suzy-reeks (The Secret of the Incas).
- De klok die Suske en Wiske in de kelder vinden, wordt in het dakruitertje van Sidonia's huis gehangen. In albums die na ''De Tamme Tumi'' verschenen is het dakruitertje echter leeg en de klok verdwenen.